# Psyche and Eros
Psyche and Eros es una película animada británica de 1994 dirigida y realizada por Alison de Vere. En ella, utilizando dibujos de su marido, el pintor alemán Karl Weschke, recrea el mito griego de Psyche y Eros.

## Argumento
Psyche era la hija menor de un rey griego y también la más bella. Tanta era su beldad, que su fama se extendió por todo el orbe y era adorada como una diosa de la belleza, lo cual irritó enormemente a Afrodita. Esta, irritada, envió a su hijo Eros para que la vengase, lanzándole una flecha de amor que la hiciera enamorar de un hombre horrible y despreciable. Pero Eros, al extraer la flecha de su carcaj, se hiere en la cara y queda enamorado de Psyche.
Al mismo tiempo, sobre el reino se abate una tormenta, atraída por los celos de Afrodita. El rey consulta el oráculo, y este le comunica que la única forma de aplacar la furia de la diosa es sacrificando a su hija menor. Esta acepta su destino, y se arroja desde lo alto de un risco.